# Pioneer 4
Pioneer 4 ist eine Raumsonde der US-amerikanischen Weltraumorganisation NASA im Rahmen des Pioneer-Programms. Pioneer 4 sollte am Mond vorbeifliegen und dabei Bilder der Mondoberfläche übermitteln. Sie war die letzte von fünf amerikanischen Mondsonden, die im Rahmen des Internationalen Geophysikalischen Jahrs gestartet wurden.

## Aufbau
Pioneer 4 besteht aus einer kegelförmigen Fiberglasstruktur von 51 cm Höhe und 23 cm Durchmesser, deren Spitze als Antenne ausgebildet ist, sie ist damit etwas kleiner als ihr Vorgänger. Die Außenseite ist goldbeschichtet, um sie elektrisch leitfähig zu machen, und zur Thermalkontrolle mit weißen Streifen versehen. Die Sonde wurde aus Quecksilberbatterien versorgt und trägt einen Sender mit einer Leistung von 0,18 W auf 960,05 MHz. Zur Reduktion der Spinrate von 400/min auf 6/min sind zwei abwerfbare Massen von je 7 g („Jojo-Massen“) auf der Außenseite angebracht.

## Mission
Pioneer 4 wurde am 3. März 1959, zwei Monate nachdem der Sowjetunion mit Lunik 1 bereits der erste Vorbeiflug am Mond geglückt war, mittels einer vierstufigen Juno-II-Rakete gestartet. Die Sonde sollte den Mond passieren und in eine heliozentrische Umlaufbahn gehen. Sie erreichte einen Kurs zum Mond und lieferte die gewünschten Strahlungsmesswerte. Da die Triebwerke der zweiten Stufe zu spät abgeschaltet wurden, flog sie allerdings in etwa 60.000 km Entfernung (anstatt wie geplant 32.000 km) am Mond vorbei, weshalb die mit einem Lichtsensor bestückte Kamera nicht auslöste.
Die Sonde arbeitete insgesamt 82,5 Stunden lang bis in eine Distanz von 658.000 km – damals ein Rekord für menschengemachte Objekte. Sie befindet sich seither wie auch die vierte Stufe der Juno II auf einer Sonnenumlaufbahn mit einer etwas höheren Umlaufzeit als die Erde.